# سیالات مرکب
سیالات مرکب به مخلوط‌های دوگانه‌ای گفته می‌شود که در آن واحد در دو فاز قرار دارند. این دو فاز می‌تواند جامد-مایع (سوسپانسیون‌ها و درشت‌مولکول‌هایی مثل پلیمرها)، جامد-گاز (گرانول)، گاز-مایع (کف) یا مایع-مایع (امولسیون) باشد. این سیالات به علت محدودیت‌های هندسی و ساختاری ناشی از وجود همزمان دو فاز در ماده، نسبت به تنش یا کرنش اعمال شده پاسخ‌های مکانیکی منحصر به فردی می‌دهند که در نتیجه باعث بروز خواص مکانیکی غیرعادی در آن‌ها می‌شود. این پاسخ‌های مکانیکی میان رفتارهای جامدگونه و سیال‌گونه‌ای تغییر می‌کند. از جمله این خواص مکانیکی منحصر به فرد، بی‌نظمی و آشفتگی شدید در ساختار ماده، قفسه‌ای شدن ساختار و تراکم ساختاری در ابعاد طولی چندگانه است.

## مثال
خمیر ریش‌تراشی نمونه‌ای از یک سیال مرکب است؛ در حالی که تنشی به آن وارد نمی‌شود، کف ریش‌تراشی به مانند یک ماده جامد به نظر می‌رسد؛ جریان پیدا نمی‌کند و تا حدی بدون ایجاد تغییر شکل، توانایی تحمل بارهای سبک را روی خود دارد؛ ولی وقتی تنش‌های اعمال شده از آستانه‌ای فراتر می‌رود، خمیر ریش‌تراشی به آسانی جریان می‌یابد و شبیه به یک سیال می‌شود. در مقیاس حباب‌های منفردی از خمیر ریش‌تراشی، جریان سیال‌گونه ماده، به واسطه بازآرایی حباب‌های کوچک کنار هم است. در این مقیاس، جریان سیال هموار نیست، ولی در عوض دارای نوساناتی بر اثر بازآرایی حباب‌ها و آزادسازی تنش از سوی آن‌هاست. این نوسانات شبیه به نوساناتی است که در پدیده زمین لرزه مورد مطالعه قرار می‌گیرد.

## بررسی دینامیکی
دینامیک ذرات در سیالات مرکب از جمله مباحث در حال توسعه در پژوهش‌های امروزی به شمار می‌رود. انرژی آزاد شده بر اثر اصطکاک می‌تواند تابعیتی غیرخطی از سرعت و نیروهای عمودی وارد به سطح ماده داشته باشد. ممانعت توپولوژیکی از شارش جریان، که ناشی از تراکم ذرات تشکیل دهنده یک سیال مرکب است، کلید اصلی بررسی رفتار دینامیکی در چنین سیستم‌هایی است. در شرایطی که چگالی زیاد و دما پایین است، هنگامی که یک نیروی زیاد به سیال وارد می‌شود، به واسطه غلبه رفتار جامدگونه، با بازآرایی ذرات، تنش اعمال شده خنثی می‌شود. بررسی دینامیکی این سیستم‌ها به طور طبیعی از روندهایی بسیار غیرخطی تبعیت می‌کند. هر گونه افزایشی در تنش توسط یک نیروی بسیار جزئی یا توسط اندک تغییر مکانی در یک ذره می‌تواند باعث برهم خوردن توازن خواص سیال‌گونه و جامدگونه شود.
هر چند مواد بسیاری در طبیعت یافت می‌شوند که در دسته‌های گوناگون سیالات مرکب قابل طبقه‌بندی کردن هستند، ولی رفتار و خصوصیات تعداد بسیار کمی از این سیالات به طور کامل برای ما مشخص است. همچنان دیدگاه‌های متناقض و بحث‌برانگیز دربارهٔ خواص سیالات مرکب وجود دارد. مطالعه دقیق پیرامون این مواد به طور عمده در حوزه فیزیک نوین و حوزه‌های جدید علم مواد است. به طور مثال پیشنهاد شده است که با توجه به ویژگی‌های تراکمی این سیالات، نمودار فازی تراکم برای آن‌ها در نظر گرفته شود. البته هنوز به طور علمی به اثبات نرسیده است که چنین بررسی‌ها و رویکردهایی به فهم بهتر این رفتار این سیالات کمک می‌کند یا خیر. به هر صورت، بررسی این گونه از سیالات بر پایه پژوهش‌های آزمایشگاهی استوار است و همچنان نیاز به تحقیقات و پژوهش‌های بیشتر و گسترده‌تر در آن احساس می‌شود.